# Sima de Alcorón
La sima de Alcorón es una sima situada en el parque natural del Alto Tajo y dentro del término municipal de Villanueva de Alcorón (Guadalajara, España).

## Descripción
La sima está rodeada por una valla de madera, tiene un cartel informativo y está adaptada para su acceso a pie mediante doscientos siete escalones y una barandilla. La gran boca de entrada deja pasar la luz del día hasta casi toda la cavidad, aunque para mayor comodidad y para poder apreciar las coladas del fondo de la sima se recomienda entrar con linternas o frontales eléctricos. Los escalones conducen hasta un gran pilón, que recoge el agua que cae por la pared desde lo alto de una colada.
A la izquierda del pilón, y entre bloques, es posible descender por unas estrecheces hasta una pequeña galería inferior, en el extremo inicial de la cual, y por un resalte de unos siete metros de angosta cabecera, se llega a una sala con formaciones, de la que parten unos pequeños conductos que llevan al punto más bajo alcanzado de la cavidad. De la parte alta de esta sala sale un conducto a la izquierda por el que es preciso bajar para entrar en un pozo de unos cuatro metros que posibilita seguir descendiendo. A esta altura la humedad es altísima y la temperatura muy baja.

## Acceso
En la carretera CM-2101, desde Villanueva de Alcorón hacia Peñalén, en el kilómetro 4.9 se toma una pista a la izquierda, marcada con carteles como área recreativa, y que lleva al refugio de la Zapatilla y a la sima de Alcorón.